# Torneio Municipal de Futebol do Rio de Janeiro de 1946
O Torneio Municipal de Futebol do Rio de Janeiro de 1946 foi uma competição oficial entre clubes de futebol da cidade do Rio de Janeiro, no Brasil, cidade que então tinha o status de Distrito Federal, sendo essa a quinta edição do Torneio Municipal de Futebol do Rio de Janeiro, disputa que antecedia o início do Campeonato Carioca, pelos mesmos clubes, classificados que eram para as duas competições.

## História
Tendo se sagrado campeão o Vasco da Gama, a disputa teve como vice o Fluminense. A vitória por 1 a 0 do Vasco sobre o Fluminense no Estádio de São Januário perante 24.368 pagantes definiu o título após 3 partidas extras, pois houve empate por pontos na competição regular. Na nona e última rodada regular, em 16 de junho, o America desperdiçou a chance conquistar o título ao ser derrotado pelo Botafogo por 2 a 1 em São Januário.

## Regulamento
Os dez participantes jogariam contra os demais clubes em jogos de ida no sistema de pontos corridos, em campos neutros, sendo campeão aquele que fizesse mais pontos e em caso de empate, três partidas extras para definir o título de campeão.

## Classificação final
| Pos. | Time          | Pts | J | V | E | D | GP | GC | SG  |
| ---- | ------------- | --- | - | - | - | - | -- | -- | --- |
| 1    | Vasco da Gama | 15  | 9 | 6 | 3 | 0 | 32 | 5  | +27 |
| 1    | Fluminense    | 15  | 9 | 7 | 1 | 1 | 30 | 11 | +19 |
| 3    | America       | 14  | 9 | 7 | 0 | 2 | 23 | 14 | +9  |
| 4    | Botafogo      | 13  | 9 | 6 | 1 | 2 | 34 | 13 | +21 |
| 5    | São Cristóvão | 11  | 9 | 5 | 1 | 3 | 23 | 17 | +6  |
| 6    | Bangu         | 8   | 9 | 3 | 2 | 4 | 15 | 20 | –5  |
| 7    | Flamengo      | 6   | 9 | 3 | 0 | 6 | 33 | 23 | +10 |
| 8    | Canto do Rio  | 4   | 9 | 1 | 2 | 6 | 13 | 39 | –26 |
| 9    | Bonsucesso    | 3   | 9 | 1 | 1 | 7 | 10 | 50 | –40 |
| 10   | Madureira     | 2   | 9 | 0 | 2 | 7 | 12 | 33 | –21 |

## Partidas desempate
| 19 de Junho de 1946 | Fluminense                                                    | 4 – 1     | Vasco da Gama                                                                                    | Laranjeiras - Rio de Janeiro                                         |
|                     | Bigode 29' · Rodrigues 40' (pen.) · Juvenal 50' · Juvenal 68' | Relatório | Isaías 05' · Rubens 39' · Chico 46' · Jair Rosa Pinto 77' · Ely do Amparo 79' · Santo Cristo 88' | Público: 17,638 pagantes Renda: Cr$ 186.740,00 Árbitro: Mário Vianna |

| 23 de Junho de 1946 | Vasco da Gama                     | 2 – 0     | Fluminense | São Januário - Rio de Janeiro                                         |
|                     | Lelé 17' · Eugen 30' · Rafagnelli | Relatório |            | Público: 24,369 pagantes Renda: Cr$ 244.790,00 Árbitro: Alzilar Costa |

| 26 de Junho de 1946 | Vasco da Gama | 1 – 0     | Fluminense | São Januário - Rio de Janeiro                                           |
|                     | Chico 66'     | Relatório |            | Público: 27,000 pagantes Renda: Cr$ 278.112,00 Árbitro: Guilherme Gomes |

## Campanha do campeão
1. 21/04 - Vasco 1–1 Botafogo - (Laranjeiras).
2. 28/04 - Vasco 1–1 Bangu - (Conselheiro Galvão).
3. 05/05 - Vasco 6–0 Canto do Rio - (General Severiano).
4. 11/05 - Vasco 4–0 Madureira - (Caio Martins).
5. 19/05 - Vasco 3–1 Flamengo - (Laranjeiras).
6. 26/05 - Vasco 4–1 América - (Laranjeiras).
7. 02/06 - Vasco 9–1 Bonsucesso - (Conselheiro Galvão).
8. 09/06 - Vasco 0–0 Fluminense - (Gávea).
9. 15/06 - Vasco 5–1 São Cristóvão - (Laranjeiras).

Jogos extras
1. 19/06 - Fluminense 4–1 Vasco - (Laranjeiras).
2. 23/06 - Vasco 2–0 Fluminense - (São Januário).
3. 26/06 - Vasco 1–0 Fluminense - (São Januário).

## Premiação
| Torneio Municipal de 1946             |
| Rio de Janeiro                        |
| ------------------------------------- |
| VASCO DA GAMA Tricampeão (3.º título) |